# Tugny-et-Pont
Tugny-et-Pont – miejscowość i gmina we Francji, w regionie Hauts-de-France, w departamencie Aisne.
Według danych na styczeń 2014 roku gminę zamieszkiwało 289 osób, a gęstość zaludnienia wynosiła 49,1 osób/km².